# Djemal Pascha
Djemal Pascha (osmanska: جمال پاشا , turkiska: Cemal Paşa), född 6 maj 1872 i Mytilene, Lesbos, Osmanska riket, död 21 juli 1922 i Tbilisi, Georgiska SSR, Sovjetunionen, var en osmansk militär och politiker.
Djemal Pascha var en av de ledande ungturkarna som styrde det Osmanska riket tillsammans med Enver Pascha och Talaat Pascha mellan 1913 och 1918.
Han blev 1908 överstelöjtnant och anslöt sig till det ungturkiska partiet i en ledande ställning. Han var generalguvernör i Bagdad 1911, fördelningschef under kriget mot Bulgarien 1912 och senare militärguvernör i Konstantinopel.
Han var 1913 minister för de offentliga arbetena och 1914 marinminister. Under första världskriget placerades han som chef för 4:e armén i Syrien. I december 1917 återvände han till Konstantinopel som marinminister och måste efter ungturkarnas sammanbrott 1918 fly till Tyskland. Han verkade sedan som militär rådgivare åt emiren av Afghanistan och mördades 1922 i Tbilisi.